# Eutyporhachis tessellata
Eutyporhachis tessellata är en mångfotingart som beskrevs av Pocock 1909. Eutyporhachis tessellata ingår i släktet Eutyporhachis och familjen Chelodesmidae. Inga underarter finns listade i Catalogue of Life.